# Лукаола (Болоња)
Лукаола (итал. Lucaiola) је насеље у Италији у округу Болоња, региону Емилија-Ромања.
Према процени из 2011. у насељу је живело 9 становника. Насеље се налази на надморској висини од 536 м.